# A Shot of Rhythm and Blues
A Shot of Rhythm and Blues é uma canção escrita por Terry Thompson e gravada pela primeira vez pelo cantor de soul americano Arthur Alexander. Ela foi originalmente lançada no Estados Unidos em 1961 e no Reino Unido no ano seguinte, como o lado B de You Better Move On.
Johnny Kidd & The Pirates lançaram a canção como um single em 1962. Ele tem Johnny Kidd nos vocais, Mick Green na guitarra, Johnny Spence no baixo e Frank Farley na bateria.
Os Beatles gravaram "A Shot of Rhythm and Blues" três vezes para a BBC, em 1963, com John Lennon nos vocais. Uma das versões foi incluída no álbum Live at the BBC, lançado em 1994.
Em julho de 1963, Cilla Black, gravou a canção durante sua primeira sessão de gravação em Abbey Road Studios. Cilla posteriormente passou nesse teste e assinou um contrato de gravação com a Parlophone Records. Um trecho dessa sessão de gravação foi incluída no álbum The Abbey Road Decade: 1963-1973, lançado em 1997.
Van Morrison e Linda Gail Lewis apresentaram a canção em seu álbum de 2000 You Win Again.